# Ючмер
Ючмер — деревня в Петушинском районе Владимирской области России, входит в состав Пекшинского сельского поселения.

## География
Деревня расположена в 9 км на запад от центра поселения деревни Пекша, в 12 км на северо-восток от райцентра города Петушки.

## История

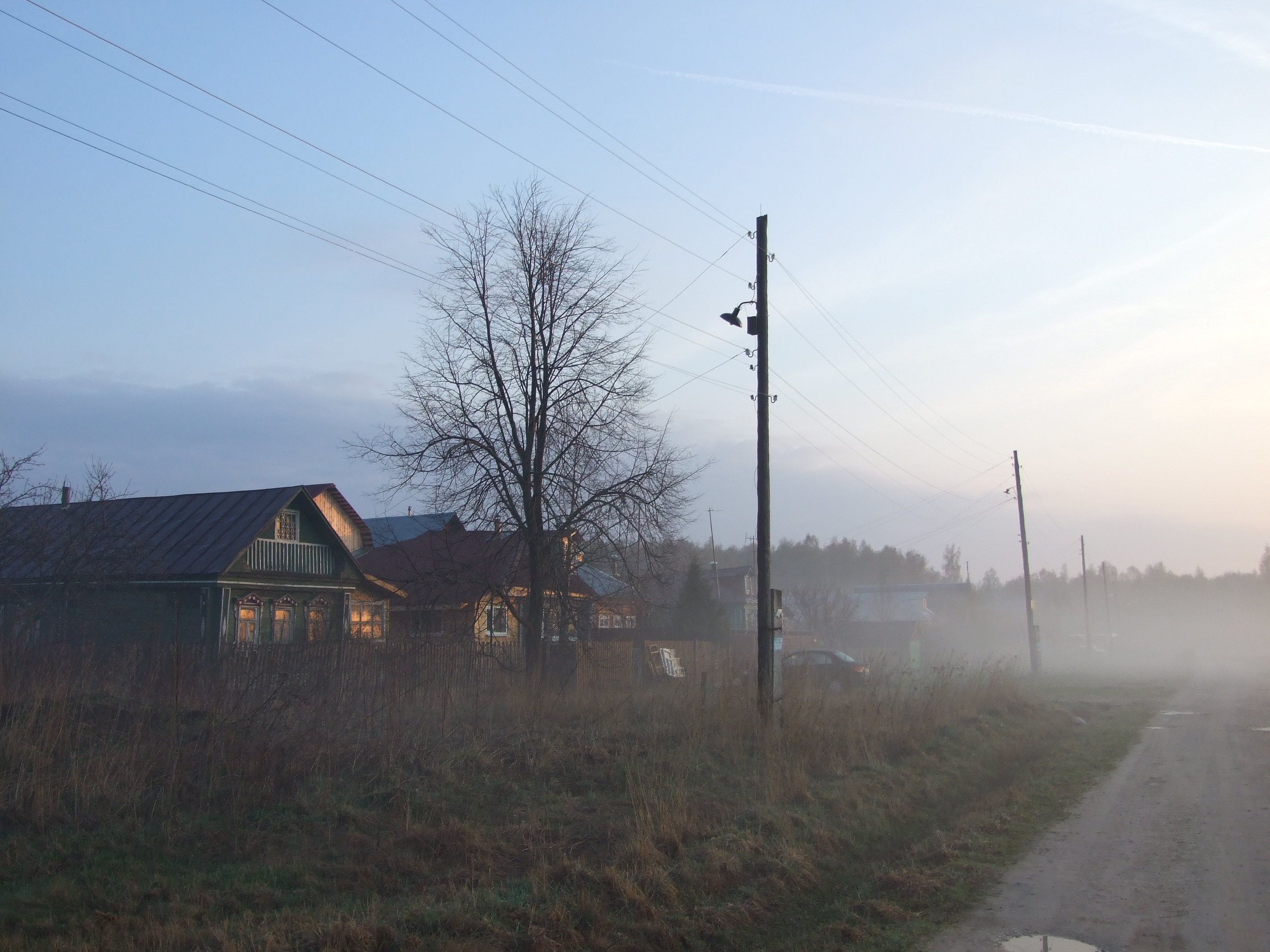
Улица в деревне. 2006 год

В XIX — начале XX века входила в состав Липенской волость Покровского уезда Владимирской губернии, с 1921 года — в составе Орехово-Зуевского уезда Московской губернии. В 1859 году в деревне числилось 19 дворов, в 1905 году — 40 дворов, в 1926 году — 60 дворов.
С 1929 года деревня входила в состав Липенского сельсовета Петушинского района Московской области, с 1944 года — в составе Владимирской области, с 2005 года — в составе Пекшинского сельского поселения.

## Население
| 1859 | 1905 | 1926 | 2002 | 2010 | 2021 |
| ---- | ---- | ---- | ---- | ---- | ---- |
| 195  | ↗260 | ↗280 | ↘100 | ↘78  | ↘35  |